# Lower Paxton Township
Lower Paxton Township est un township, situé au sud de la partie centrale du comté de Dauphin, en Pennsylvanie, aux États-Unis,. En 2010, il comptait une population de 47 360 habitants.

## Démographie
Lors du recensement de 2010, le township comptait une population de 47 360 habitants. Elle est estimée, en 2018, à 48 740 habitants.

### Source de la traduction
- (en) Cet article est partiellement ou en totalité issu de l’article de Wikipédia en anglais intitulé « Lower Paxton Township, Dauphin County, Pennsylvania » (voir la liste des auteurs).